# Geneslay
Geneslay är en kommun i departementet Orne i regionen Normandie i nordvästra Frankrike. Kommunen ligger i kantonen Juvigny-sous-Andaine som tillhör arrondissementet Alençon. År 2018 hade Geneslay 278 invånare.

## Befolkningsutveckling
Antalet invånare i kommunen Geneslay
| Referens: INSEE |